# Carbohydrate Polymers
Carbohydrate Polymers, abgekürzt Carbohyd. Polym., ist eine wissenschaftliche Fachzeitschrift, die vom Elsevier-Verlag veröffentlicht wird. Die erste Ausgabe erschien im Jahr 1981. Derzeit erscheint die Zeitschrift mit 16 Ausgaben im Jahr. Es werden Artikel veröffentlicht, die sich mit Untersuchungen und Anwendungen von Polysacchariden beschäftigen.
Der Impact Factor lag im Jahr 2014 bei 4,074. Nach der Statistik des ISI Web of Knowledge wird das Journal mit diesem Impact Factor in der Kategorie angewandte Chemie an vierter Stelle von 70 Zeitschriften, in der Kategorie organische Chemie an zehnter Stelle von 57 Zeitschriften und in der Kategorie Polymerwissenschaft an neunter Stelle von 82 Zeitschriften geführt.